# 拉塞龍群島
拉塞龍群島（英語：Laseron Islands），是南極洲的群島，位於喬治五世地，處於丹尼森角以東6公里，由澳大拉西亞探險隊發現，現時由南極條約體系管理。